# اچ‌ام‌ای‌اس لانسستون (اف‌سی‌پی‌بی ۲۰۷)
اچ‌ام‌ای‌اس لانسستون (اف‌سی‌پی‌بی ۲۰۷) (به انگلیسی: HMAS Launceston (FCPB 207)) یک کشتی است که طول آن ۱۳۷٫۶ فوت (۴۱٫۹ متر) می‌باشد. این کشتی در سال ۱۹۸۱ ساخته شد.